# Ленок
Ленок (Brachymystax) — рід риб підродини Лососі родини лососевих. Має 3 види. Тривалий час їх вважали підвидами, згодом були виявлені морфологічні відмінності; також відрізняються місцями нересту. Інші назви — сибірська форель, азійська форель, маньчжурська форель, майгун, лімба, ускуч. Є об'єктом аматорської риболовлі.

## Опис
Загальна довжина представників цього роду сягає 70 см, а вага 15 кг; звичайна довжина: 40-60 см за ваги 2,5-3 кг. За формою тіла схожі на сигів. Тіло струнке й сильне, вкрите дрібною лускою. На хвостовому стеблі є маленький жировий плавець, в якому немає променів. У молоді на боках тіла є 7-14 характерних витягнутих у поперечному напрямку темних плям. Рот кінцевий або напівнижній. Зуби на сошнику та піднебінні утворюють безперервну підковоподібну лінію, рот невеликий, верхньощелепна кістка не доходить до вертикалі заднього краю ока. Зябрових тичинок від 19 до 27. Кількість лусок в бічній лінії дорівнює 132—175. Мають 57-62 хребців.
Забарвлення у різних видів може бути сріблястим або значно темнішим, спільними ознаками є округлі темні плями з боків та поперечні темні смужки у молодих особин.

## Спосіб життя
Біологія ленків схожа з біологією тайменя. Надають перевагу ділянкам річок з перекатами й відносно широкими та глибокими плесами. Мешкають в річках та озерах, річками підіймаються до витоків, зустрічаються навіть у високогірних льодовикових озерах. Влітку широко розселяються малими й великим гірськими річками та озерами, тримаючись в річках перекатів і порогів, а в озерах — витоків річок і гирел приток. Тримаються невеликими зграйками, великі особини — одинаки.
Молодь у ранньому віці живиться зоопланктоном, у міру зростання переходить на споживання донних організмів — личинок комах, бокоплавів, дрібних молюсків, черв'яків, ікру й молодь інших видів риб (гольян, пічкур, ялець, бабець, окунь, харіус). Великі ленки іноді ковтають мишей, землерийок, жаб. Живиться ленок в будь-який час доби, особливо активно вранці та ввечері.
Статевої зрілості досягають на 5-му році життя, маючи довжину 25-40 см і вагу 400—500 г. Самки зазвичай дозрівають на рік пізніше за самців. Нерест відбувається в травні-червні у верхів'ях невеликих річок, струмках, джерелах глибиною 20-50 см за температури води 5-7 °C . Викидають ікру на ділянках зі швидкою течією та кам'янисто-гальковим ґрунтом, на глибині близько 1 м. Середня плодючість 5-6 тис. ікринок. Ікринки у ленка найдрібніші з усіх лососевих риб — не перевищують 3 мм у перетині. Ембріональний розвиток, залежно від температури води, триває від 15 до 45-49 днів.
Тривалість життя — 14 років.

## Розповсюдження
Мешкають у річках Сибіру від Обі до Колими, в басейні Амуру, в річках, що впадають в Японське й Охотське моря, а також на Шантарских островах (Російська Федерація). Зустрічаються також на Корейському півострові, в багатьох річках північного Китаю та Монголії (басейн Селенги, озеро Хубсугул, річки й озера Дархатської улоговини, річки Онон, Керулен і Халхін-Гол, заходить в озеро Буйр-Нуур), інколи зустрічаються в річках Казахстану, зокрема в Іртиші.

## Види
- Brachymystax lenok
- Brachymystax savinovi
- Brachymystax tumensis